# Ráfol de Salem
Ráfol de Salem – gmina w Hiszpanii, w prowincji Walencja, we wspólnocie autonomicznej Walencja, o powierzchni 4,33 km². W 2011 roku liczyła 426 mieszkańców.